# マートリカ・プラサード・コイララ

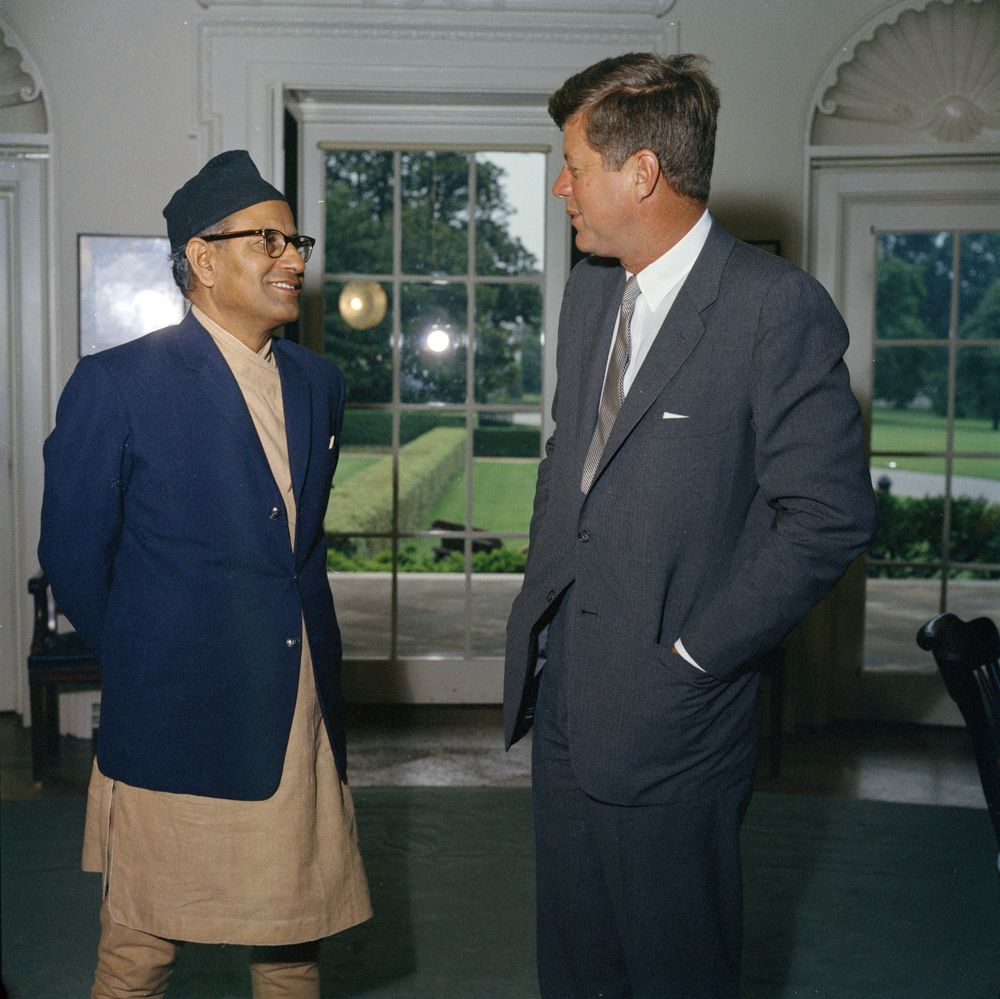
マートリカ・プラサード・コイララとジョン・F・ケネディ

マートリカ・プラサード・コイララ（Matrika Prasad Koirala, 1912年1月1日 - 1997年9月11日）はネパールの政治家。首相を2期務める。特に最初の任期は、ラナ宰相家の支配の終焉の後の最初の首相であった。 
首相任期は次のとおり。
1. 1951年 - 1952年（ネパール会議派）
2. 1953年 - 1955年（国民民主党）

## 生涯
1951年、トリブバン国王は強力な指導力を持つビシュエシュワル・プラサード・コイララをよく思わず、同じ会議派のマートリカを首相とした。
1952年、ビシュエシュワル派の閣僚三人が内閣から離脱したため、内閣総辞職追い込まれた。そのため、マートリカは離党し、国民民主党を結成した。
1953年、国王はマートリカに再び組閣を命じた。だが、閣僚は彼を含めて5人しかおらず、所属政党以外の全政党が反発した。
1955年、会議派や共産党の反発からマートリカは辞職し、内閣は崩壊した。

## 親族

### 弟
- ビシュエシュワル・プラサード・コイララ　ネパール首相（ネパール会議派）
- ギリジャー・プラサード・コイララ　ネパール首相（ネパール会議派）